# Tour de Xingtai
El Tour de Xingtai (oficialment Tour of Xingtai) és una cursa ciclista professional per etapes que es disputa al voltant de Xingtai (Xina), durant el mes d'agost. Se celebra des del 2017, ja formant part de l'UCI Àsia Tour.

## Palmarès
| Any  | Vencedor             | Segon             | Tercer              |         |
| ---- | -------------------- | ----------------- | ------------------- | ------- |
| 2017 | Jacob Rathe          | Dušan Kalaba      | Salaheddine Mraouni |         |
| 2018 | Damiano Cima         | Ulises Castillo   | Mikhailo Kononenko  |         |
| 2019 | Carlos Cobos Márquez | Amir Kolahdozhagh | Mikhailo Kononenko  |         |
| 2020 | suspesa              | suspesa           | suspesa             | suspesa |
| 2021 | suspesa              | suspesa           | suspesa             | suspesa |